# Viana (Angola)

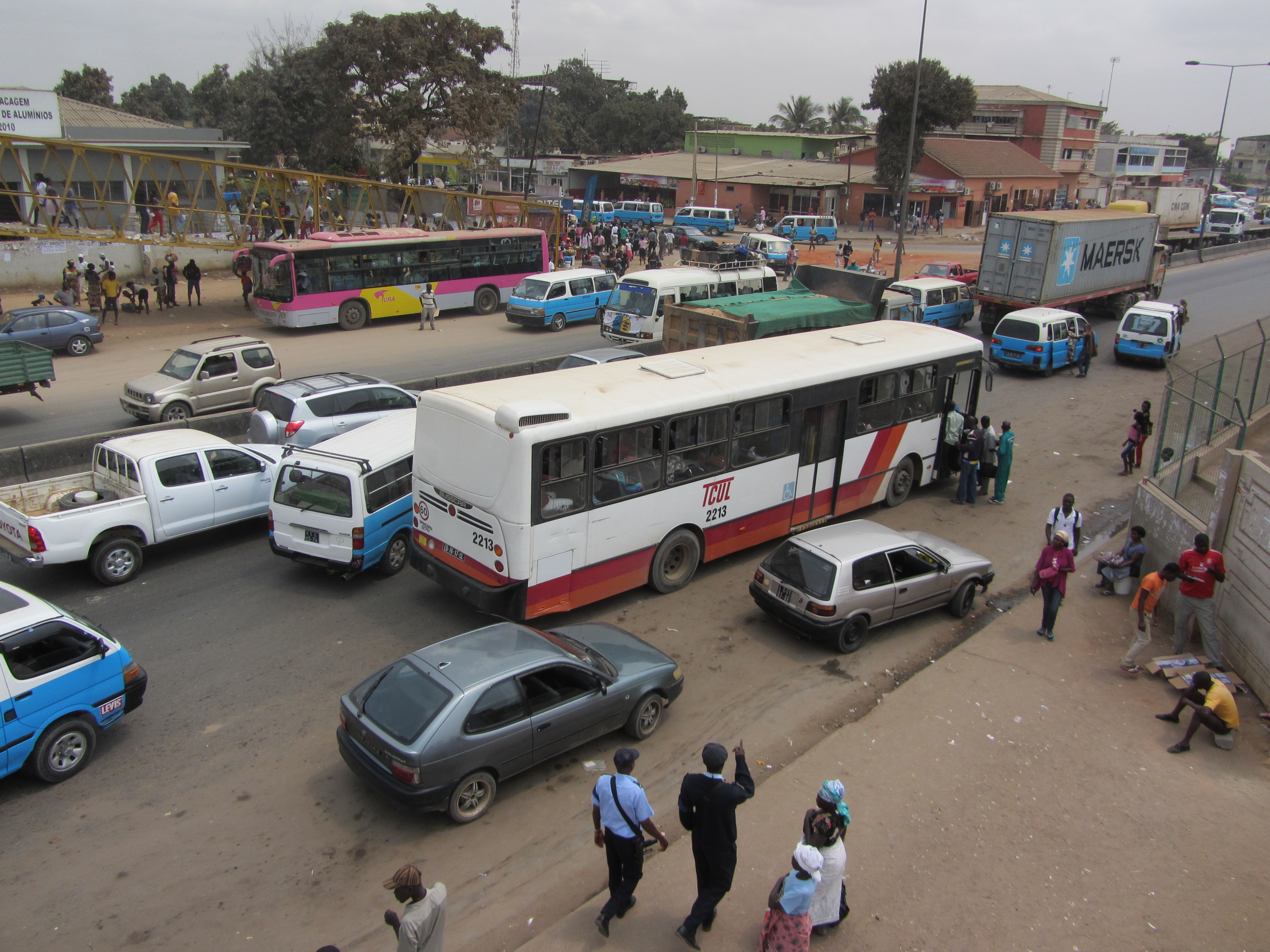
Escena de la calle fuera de la estación en Viana.

Viana es una ciudad y también un municipio angoleño de la provincia de Luanda. 
Tiene una extensión superficial de 1344 km² y una población de cerca de 68 mil habitantes. 

## Geografía
Limita al norte con el municipio de Cacuaco, al este con el de Ícolo y Bengo, al sur con Quiçama y al oeste con Luanda y el océano Atlántico y también con lo municipio de Quilamba Quiaxi.
Debido a su proximidad a la ciudad de Luanda, Viana ha experimentado un elevado crecimiento tanto demográfico como de empleo industrial.

## Comunas
Forman parte del municipio las comunas de Viana, Calumbo y Barra do Kuanza.

## Historia
Municipio fundado el 13 de diciembre de 1963.

## Sede Episcopal
La diócesis de Viana, (en latín:  Dioecesis Viananensis) es una sede episcopal católica de rito latino sufragánea del Arzobispado de Luanda y fue creada el 6 de junio de 2007 por el papa Benedicto XVI.

## Ocio y deportes
En Viana se encuentra el Estadio del Santos, recinto utilizado por el equipo de futbol Santos F. C.